# Leo von Mattoni
Leo Friedrich Karl Mattoni, seit 1889 Edler von Mattoni, (* 12. November 1862 in Karlsbad, Kaisertum Österreich; † 31. Jänner 1940 in Karlsbad, Reichsgau Sudetenland) war ein böhmischer Industrieller und Sohn des Namensgebers des Karlsbader Mineralwassers Mattoni.

## Leben
Am 19. April 1858 heirateten in der Dekanalkirche in Karlsbad seine Eltern Heinrich Mattoni und Wilhelmina Theresia Rosa, Tochter des Karlsbader Bürgermeisters und Kaufmanns Johann Peter Knoll. Vier Jahre später wurde Leo Mattoni geboren. Zum damaligen Zeitpunkt hatte sein Vater mit dem Karlsbader Kaufmann Friedrich Knoll bereits die Versendung des städtischen Mineralwassers in Karlsbad gepachtet.
Friedrich Knoll, der Geschäftspartner seines Vaters, und dessen Ehefrau Julia Knoll waren am 13. November 1862 die Taufpaten von Leo Mattoni.
1867 wechselten Knolle und Heinrich Mattoni nach Gießhübl-Puchstein, wo sie die Versendung des Heilwassers aus der Otto-Quelle pachteten. 1873 kaufte dann sein Vater den gesamten Ort auf und förderte maßgeblich die Entwicklung zu einem Kurort.
Die Firma Heinrich Mattoni AG in Gießhübl-Sauerbrunn hatte 1915 Zweigniederlassungen in Karlsbad, Franzensbad und Wien.
Leo wuchs in privilegierten Verhältnissen im Schloss Mattoni auf und erhielt eine kaufmännische Ausbildung. Von seinem Vater wurde er in die Unternehmensleitung eingearbeitet und Verwaltungsrat der Heinrich Mattoni AG und der Krondorfer Sauerbrunn AG. Die Karlsbader Sparkassa ernannte ihn zu ihrem Direktionsmitglied und außerdem wurde er in den Stadtrat von Karlsbad gewählt. Gleichzeitig mit seinem Vater erhielt auch er 1889 den böhmischen Adelsstand verliehen.
Er wohnte mit seiner Familie in der großzügigen Villa Mattoni in Karlsbad.
Aus seiner Ehe mit Berta Knoll gingen der Sohn Heinrich Edler von Mattoni und die Tochter Alice Pösch, geb. Edle von Mattoni hervor.
Sein Grabmal hat sich bis heute erhalten.

## Ehrungen
- Ritter des Franz-Josefs-Ordens